# GDDR

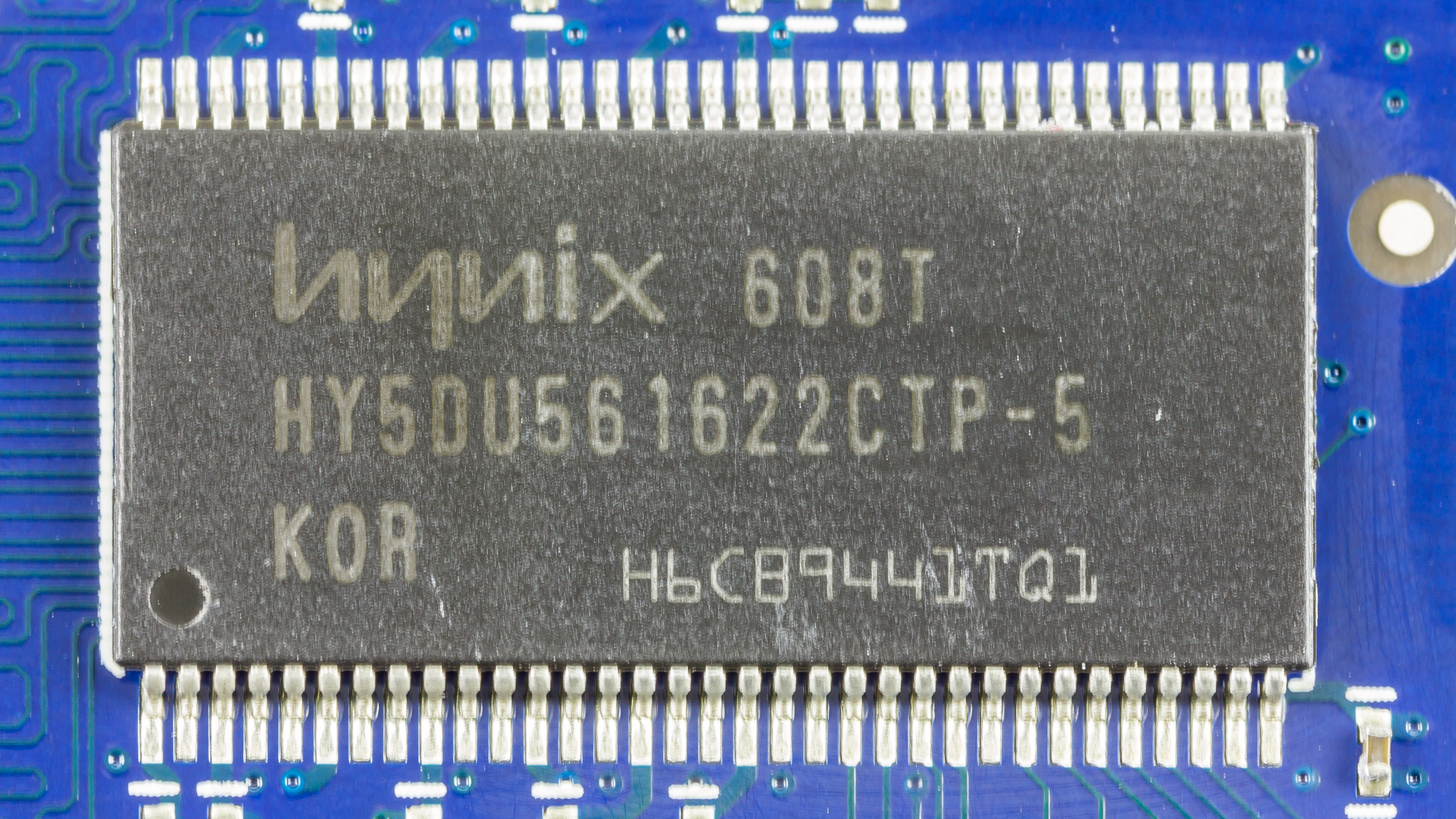
Hynix 256M gDDR SDRAM

GDDR (Graphics Double Data Rate) är en typ av grafikkortsminne.

## GDDR5
GDDR5 (Graphics Double Data Rate, version 5) är en typ av grafikkortsminne. Det är efterföljaren till GDDR4 och blev tillgänglig 2008. 
Qimonda, en avknoppning från företaget Infineon, har visat upp och testat GDDR5 och publicerat ett dokument om tekniken bakom GDDR5. Den 10 maj 2008 aviserade Qimonda produktion av 512 MB GDDR5-moduler på 3,6 GHz, 4,0 GHz och 4,5 GHz klockhastigheter. Samsung tillkännagav planer för övergången till GDDR5 i början av 2008.
Hynix Semiconductor införde branschens första 1 GiB GDDR5-minne. Den stöder en bandbredd av 20 GB / s på en 32-bitars buss, vilket möjliggör minneskonfigurationer om 1 GiB på 160 GB/s med endast 8 banor på en 256-bit buss.